# Ириней (Шульмин)
Архиепископ Ириней (в миру Михаил Александрович Шульми́н; 15 (27) января 1893, Казань — 8 февраля 1938, Куйбышев) — епископ Русской православной церкви, архиепископ Куйбышевский.

## Биография

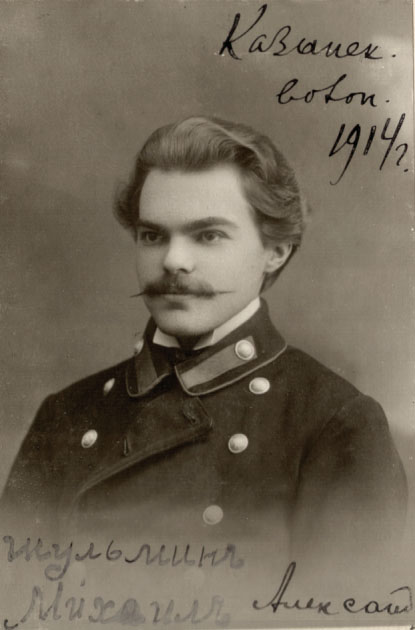
Студент Казанской духовной академии Михаил Шульмин. 1914 год

Родился 15 января 1893 года в Казани в семье псаломщика домовой церкви Казанского военного госпиталя.
Окончил Казанское духовное училище. Окончил Казанскую духовную семинарию по второму разряду в 1914 году. В Казанскую духовную академию он поступал не по направлению, а волонтёром, но хорошо сдал экзамены и был зачислен на казённый кошт.
В ноябре 1915 года на 2 курсе Казанской Духовной Академии ректором епископом Анатолием (Грисюком) пострижен в рясофор.
Серьезное влияние на его духовное становление оказал архимандрит Гурий (Степанов), в то время инспектор Казанской духовной академии, с 1916 года — ординарный профессор кафедры миссионерских предметов, в 1916—1917 годы помощник ректора академии. Архимандрит Гурий пользовался среди учащихся большим авторитетом, его называли душой казанского академического иночества. В своей квартире архимандрит Гурий устраивал ученые собрания, на которых преподаватели и студенты обменивались мнениями по разным вопросам, в том числе и политическим. По поручению архимандрита Гурия в годы Первой мировой войны Михаил Шульмин, обладавший несомненным даром слова, участвовал в патриотической проповеднической деятельности.
2 (15) декабря 1917 года на последнем курсе епископом Анатолием (Грисюком) был пострижен в монашество с именем Ириней в честь священномученика Ириней Лионского, 5 декабря рукоположён в сан иеродиакона.
18 мая 1918 года рукоположён в сан иеромонаха.
В июне 1918 года окончил Казанскую духовную академию со степенью кандидата богословия за сочинение «Значение палестиноведения для изучения и понимания Библии», после чего принят на службу в Екатеринбургскую епархию и назначен помощником епархиального миссионера с местожительством в Верхотурском Никольском монастыре.
К месту своего служения прибыл осенью 1918 года в условиях начавшейся гражданской войны. Принимал активное участие в организации помощи армии адмирала А. В. Колчака. В июне 1919 года, когда братия эвакуировалась из обители, иеромонах Ириней ушёл в Сибирь вслед за отступающими белогвардейскими частями.
После поражения Белой армии он вернулся в Екатеринбургскую епархию, где правящим епископом Григорием (Яцковским) был назначен епархиальным миссионером-проповедником с жительством в Верхотурском монастыре.
В 1920 году назначен настоятелем Входо-Иерусалимского собора в Нижнем Тагиле и возведён в сан архимандрита.
В 1921 года архимандрит Ириней рассматривался как один из кандидатов на предполагаемую к открытию в Екатеринбургской епархии Нижнетагильскую единоверческую епископскую кафедру.
В марте 1922 года назначен настоятелем кафедрального Богоявленского собора Екатеринбурга.
После возникновения в мае 1922 года обновленческого раскола архимандрит Ириней не признал ВЦУ, поддержал позицию архиепископа Григория (Яцковского) по противодействию раскольникам и как ближайший сподвижник правящего архиерея был вместе с ним арестован в ночь на 13 августа того же года. Поводом для ареста явилось обвинение в сотрудничестве с белыми во время Гражданской войны и агитации против советской власти. Однако «за недостатком обвинительного материала» архимандрит Ириней был вскоре освобождён из-под стражи под подписку о невыезде из города.
12 сентября 1922 года Екатеринбургское епархиальное управление на пленарном заседании единодушно признало обновленческое ВЦУ законным органом высшей церковной власти и «приняло к сведению» указ обновленцев об увольнении арестованного архиепископа Григория на покой. Вскоре архимандрит Ириней был уволен от должности настоятеля кафедрального собора и назначен экономом архиерейского дома; служил в крестовой Свято-Духовской церкви, по-видимому, открыто не выступая против обновленчества. Позже на допросе он свидетельствовал: «Служение своё в звании эконома было для меня крайне тяжелым, так как Е[пархиальное] Управление] издавало свои распоряжения, с которыми не мирился Общинный Совет крестовой церкви… и мне приходилось быть, так сказать, между двух огней».
27 января (9 февраля) 1923 хиротонисан во единоверческого епископа Кушвинского, викария Свердловской епархии. Хиротонию совершили викарии Уфимской епархии: епископ Нижне-Тагильский Лев (Черепанов) и епископ Петр (Гасилов). Однако, как следует из его рапорта Патриарху Тихону от 1 октября 1923 года, «Екатеринбургское ГПУ воспретило ему въезд в губернию, и он остался в Уфе, где управляющий епископ Иоанн (Поярков) предложил взять на себя управление церквами Мензелинского уезда. Вопрос о викарии там поднимался не раз, так как уезд находится в 274 верстах от Уфы и ближе к Казани (в гражданском отношении к Татарской республике). Верующие встретили его с большой радостью».
26 июня 1923 года епископ Ириней вместе с духовенством и приходами города официально перешёл в обновленческий раскол, о чём послал заявление обновленческому «епископу Уфимскому и Мензелинскому» Николаю Орлову. 1 июля соединенное собрание прихожан градо-Мензелинских церквей известило телеграммами казанского и уфимского епархиальных уполномоченных обновленческого Высшего Церковного Совета (ВЦС) о признании Мензелинским архиереем ВЦС как «формы церковного управления, установленной Московским поместным собором».
Несмотря на признание ВЦС, 29 июня 1923 года епископ Ириней был арестован и этапирован в Екатеринбург. Он проходил по одному делу с епископом Львом и группой православного духовенства и мирян в числе 11 человек, обвинялся в связях с «черносотенным духовенством в районах Урала» и «контрреволюционной деятельности» по организации Нижнетагильской автокефалии. Согласно постановлению Екатеринбургского губотдела ГПУ от 17 августа 1923 года, следственное дело вместе с обвиняемыми было направлено в Москву в Секретный отдел ГПУ31.
3 (16) октября 1923 года Патриархом Тихоном назначен епископом Мензелинским, викарием Уфимской епархии.
Вскоре епископ Ириней вернулся в Мензелинск, где в начале 1924 года снова уклонился в раскол и признал обновленческий Синод.
В мае 1924 года епископ Ириней вместе с большей частью приходов Мензелинска уже вернулся к Патриарху Тихону. 10/23 мая 1924 года написал прошение на имя Святейшего Патриарха с просьбой освободить его от управления Мензелинским викариатством и назначить в распоряжение преосвященного Сарапульского Алексия (Кузнецова) в качестве его викария на предполагаемую к открытию Малмыжскую архиерейскую кафедру.
С 26 мая 1924 года — епископ Малмыжский, викарий Сарапульской епархии.
С 19 февраля 1925 года — епископ Елабужский, викарий Сарапульской епархии.
22 декабря 1925 года уклонился в григорианский раскол, подписав послание самочинного Временного Высшего Церковного Совета.
30 января 1926 года вместе с возглавляемыми им приходами отделился от возглавлявшего ВВЦС архиепископа Свердловского Григория (Яцковского).
В мае 1926 года покаялся пред митрополитом Сергием, получил прощение и был принят в лоно Русской Православной Церкви.
В 1926—1928 годы — временно управляющий на кафедрах: Мензелинской, Челнинской, вновь
Мензелинской, снова Челнинской.
В 1929 году Елабуга вошла в состав Казанской епархии, и епископ Ириней стал викарием Казанского архиепископа Афанасия (Малинина).
С 2 июля 1930 года — епископ Бугурусланский, викарий Самарской епархии.
С 15 декабря 1930 года — епископ Мамадышский, викарий Казанской епархии.
С 23 марта по 11 августа 1933 года временно управлял Казанской епархией.
С 26 апреля 1934 года — епископ Пензенский и Саранский.
С 8 мая 1935 года — архиепископ Куйбышевский.
24 ноября 1937 года арестован в Куйбышеве. 21 декабря 1937 приговорён к расстрелу. Расстрелян 8 февраля 1938 года.